# Герб Руського воєводства
Герб Руського воєводства (пол. Herb województwa ruskiego) — офіційний символ Руського воєводства, адміністративної одиниці Польського королівства та Речі Посполитої.

## Історія
У творі «Потрійний Львів» (середина XVII століття) Бартоломея Зиморовича стверджується, що у 1256 році князь Данило Романович, даруючи своєму синові Леву місто Львів, дав цій фортеці герб із зображенням золотого лева. Якщо вірити цій хроніці, можна припустити, що цей герб був «промовистим», тобто відображав у своєму малюнку назву міста.
Найстаріше відоме зображення герба міста Львів вміщено на печатці, датованій 1359 роком. Проте лев зображувався на печатках князів Лева Даниловича (1264—1300) та Юрія Львовича (1300—1308), а також їхніх наступників на Руському престолі. Після приєднання цих Галилини[що?] до королівства Польщі фігура лева з'являється на печатках князя Владислава Опольського (1377—1378), на «монетах Русі», карбованих для Галичини королями Казимиром Великим, Людовиком Угорським та Владиславом II Ягайло.
Близько 1434 року було створено Руське воєводство. До складу воєводства входили Львівська земля (Львівський, Городоцький та Жидачівський повіти), Перемишльська земля (Перемишльський, Переворський, Лежайський та Самбірський повіти), Сяноцька земля (Санокський повіт), Галицька земля (Галицький, Коломийський, Снятинський та Теребовель), Холмська земля (Ратненський, Красноставський, Грубешівський та Холмський повіти). Ян Длугош у роботі «Історія Польщі» при описі Грюнвальдської битви каже, що військо Львівської землі використало блакитну корогву із зображенням золотого лева, що підіймається на скелю. Ця ж емблема з'явилася на офіційному гербі Руського воєводства і на гербі Львівської землі.
Каспер Несецький у своєму гербовнику наводить опис цього герба: «Лев золотий у золотій короні, на тлі блакитному…, що підіймається передніми лапами на скелю». Мотиви символіки цього герба яскраво відобразились у затвердженому 1526 року міському гербі Львова, а також у пізнішому гербі Жидачівської землі. Анонімний поет початку XVII століття оспівував львівський герб у віршах:
Немов лев споконвіку над усіма гоподарювати має намір, так і Львів, над усіма містами в князівстві Руському головує— Златоуст Іоанн. Про виховання чад. - Львів, 1609.
За часів королівства була спроба полонізації герба. За твердженням польського геральдиста Ф. Пекосінського, у XVI столітті була пропозиція зробити фон герба воєводства червоним, щоб наблизити його таким чином до традиційної польської геральдичної кольорової гами; пізніше в передній лапі лева з'явилося палаюче серце — характерний атрибут церковної римо-католицької символіки. Однак ці нововведення не прижилися, і герб зберіг свій традиційний вигляд аж до часів розділів Речі Посполитої.
Після переходу галицьких земель до володінь Австро-Угорської імперії герб Російського воєводства вийшов з офіційного вжитку. Зображення лева залишилося лише у міському гербі Львова, підтвердженому австрійським урядом у 1789 році. Проте створена у Львові під час революції 1848 р. Головна Російська Рада знову затвердила древній символ Львівщини. У Яворові, Стрию, Бережанах та інших містах Галичини було організовано загони Російської національної гвардії, символікою якої був блакитний прапор із зображенням золотого лева, що підіймається на скелю. Вважається, що на його основі було розроблено малюнок прапора з двох горизонтальних смуг «у руських кольорах», тобто синьо-жовтого прапора, який нині є державним прапором України.